# Le Moine
Pour les articles homonymes, voir Le Moine (homonymie) et Monk (homonymie).
The Monk: A Romance
Le Moine (The Monk: A Romance) est un roman de Matthew Gregory Lewis, publié pour la première fois en 1796. Cette œuvre, considérée comme l'un des exemples les plus marquants du roman gothique anglais, a suscité une importante controverse lors de sa parution en raison de son contenu jugé scandaleux et subversif.
Le roman raconte l'histoire d'Ambrosio, un moine capucin respecté à Madrid, dont la corruption morale et la chute dans le péché forment l'arc narratif principal. L'intrigue, qui se déroule dans l'Espagne du XVIe siècle, mêle des éléments surnaturels, une critique acerbe de l'Église catholique et une exploration des thèmes de la tentation, de l'hypocrisie religieuse et de la sexualité réprimée.
Le Moine est remarquable pour son traitement audacieux de sujets tabous tels que l'inceste, le viol et le pacte avec le diable. L'œuvre a eu une influence significative sur le développement du genre gothique et a inspiré de nombreux auteurs romantiques. Malgré les controverses, ou peut-être grâce à elles, le roman a connu un grand succès commercial à son époque et continue d'être étudié et discuté dans les milieux littéraires pour son importance historique et son impact culturel.

## Contexte de rédaction

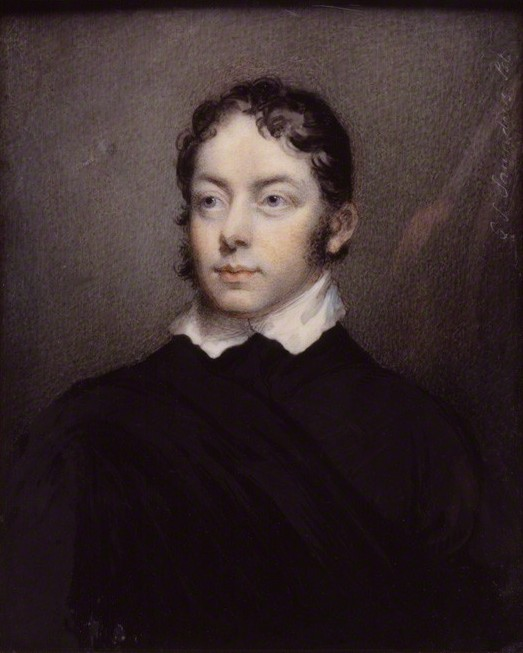
Portrait de Matthew Gregory Lewis (vers 1800).

Le Moine s'inscrit dans le mouvement littéraire gothique qui connait alors un essor considérable en Angleterre. Ce genre, initié par Horace Walpole avec Le Château d'Otrante (1764), a déjà produit des œuvres marquantes comme Les Mystères d'Udolphe (1794) d'Ann Radcliffe. Lewis, fortement influencé par ces prédécesseurs, cherche à repousser les limites du genre en y introduisant des éléments plus explicites et transgressifs.
Âgé de seulement 19 ans lors de la rédaction du roman, Lewis s'inspire de ses expériences personnelles et de ses voyages pour nourrir son œuvre. Notamment, un séjour en Allemagne en 1792-1793 qui lui fait découvrir la littérature gothique allemande et les contes populaires locaux, qui influencent considérablement son style et ses thèmes. Il sera particulièrement marqué par Die Räuber (Les Brigands) de Friedrich von Schiller. De plus, sa position d'attaché à l'ambassade britannique à La Haye lui permet d'observer les bouleversements politiques européens de première main, notamment la Révolution française, qui engendrent un climat d'instabilité et de remise en question des institutions traditionnelles, notamment religieuses.
Un aspect notable du contexte de rédaction du roman est la rapidité avec laquelle Lewis écrit Le Moine. Selon ses propres déclarations, il aurait rédigé l'œuvre en seulement dix semaines, travaillant principalement la nuit. Cette écriture frénétique pourrait expliquer en partie l'intensité et l'audace du récit, ainsi que certaines incohérences narratives relevées par les critiques.

## Résumé
À Madrid au XVIe siècle, le moine capucin Ambrosio, orphelin élevé par l'Église, est réputé pour sa piété et sa vertu, à tel point qu'il est considéré comme un modèle par ses pairs et les fidèles. Cependant, sous cette façade se cache une nature corrompue et des désirs refoulés.
L'arrivée dans son monastère de Mathilde, une mystérieuse jeune femme déguisée en novice, vient bouleverser sa vie. Elle le séduit et le pousse à commettre des actes de plus en plus répréhensibles, le conduisant à trahir ses vœux et à sombrer dans le péché, notamment en commettant le péché de chair avec elle. Il devient obsédé par Antonia, une jeune femme innocente et pieuse, venue au monastère pour assister à une messe. Consumé par son désir pour elle, il sort pour la première fois de sa vie du monastère pour la posséder.
Lorsque sa mère Elvira découvre les intentions malveillantes d'Ambrosio envers sa fille, elle tente de la protéger et lui interdit de rester seule avec le moine. Matilde fournit alors à Ambrosio une branche magique ouvrant toutes les portes, afin que ce dernier puisse entrer dans la chambre d'Antonia la nuit suivante.
Là, il utilise la branche magique comme un puissant somnifère, afin d'assouvir sa pulsion à l'insu même d'Antonia. Elvira, réveillée par un cauchemar, le suprend et menace de le dénoncer. Pris de panique, Ambrosio la tue de ses mains nues, et abandonne le corps dans la chambre d'Antonia. Cette dernière découvre le cadavre en se réveillant, et sombre alors dans un immense chagrin. Ambrosio, profitant de la souffrance d'Antonia et de rumeurs de fantômes dans la maison de cette dernière, lui administre une potion qui la plongera dans un état semblable à la mort.
Après qu'elle a été déclarée morte et enterrée dans une crypte, Ambrosio revient la nuit pour abuser d'elle. Lorsqu'Antonia se réveille et réalise ce qui se passe, elle tente de s'échapper et d'appeler à l'aide, mais Ambrosio finit par la violer. Dans un accès de panique et de rage, il la poignarde ensuite pour la faire taire, avec une arme fournie par Mathilde. Antonia, blessée mortellement, a juste le temps de comprendre l'horreur de sa situation et d'avouer son amour à Lorenzo avant de mourir.
Lorenzo, un jeune noble épris d'Antonia, découvre les crimes d'Ambrosio et cherche à le confronter. Ambrosio s'échappe mais est finalement capturé. Condamné à mort, il est conduit à l'Inquisition où il est soumis à des tortures atroces. Désespéré et acculé, il invoque le diable pour obtenir de l'aide et échapper à son sort. En échange de son âme, le diable lui promet la liberté. Cependant, cette promesse se révèle être une tromperie. Le diable apparaît sous la forme d'un être terrifiant et emmène Ambrosio hors de sa cellule. Il lui apprend alors qu'il est en réalité le fils d'Elvira, et qu'il a donc commis un matricide et un viol incestueux sur la personne d'Antonia. De plus, il affirme lui avoir envoyé Matilde pour le tenter, ayant déduit que son orgueil et sa sévérité envers les pécheurs devait servir à cacher la corruptibilité de sa propre âme. Enfin, il lui révèle qu'il aurait pu être pardonné par Dieu de tous ses crimes s'il s'était sincèrement repenti, mais qu'il a renoncé à ce pardon en cédant son âme au diable.
Il le transporte au sommet d'une montagne escarpée et le jette dans le vide. Ambrosio survit miraculeusement à la chute, mais est gravement blessé et souffre terriblement. Il agonise pendant six jours avant de finalement succomber à ses blessures, tout en réalisant qu'il est damné pour l'éternité. Sa mort est décrite de manière particulièrement horrible et douloureuse.

## Personnages
- Ambrosio : Le protagoniste, moine célèbre pour sa piété et son éloquence. Il est progressivement corrompu par les tentations charnelles et diaboliques, jusqu'à sombrer dans le crime et la damnation.
- Mathilde : Une femme mystérieuse qui se fait passer pour un jeune homme, novice, pour approcher Ambrosio. Elle est en réalité un agent du diable, qui séduit Ambrosio et le pousse aux pires crimes et à pactiser avec son maître.
- Antonia : Une jeune fille pure et innocente qui devient l'objet des désirs obsessionnels d'Ambrosio. Elle est la fille d'Elvira et la nièce de Léonella. Elle est finalement violée et tuée par Ambrosio.
- Elvira : La mère protectrice d'Antonia. Elle découvre les intentions d'Ambrosio lorsqu'elle le surprend en train de tenter de violer Antonia et tente de protéger sa fille, mais elle est assassinée par lui.
- Lorenzo de Medina : Un jeune noble amoureux d'Antonia. Il est aussi le frère d'Agnes. Lorenzo cherche à protéger Antonia et tente de sauver sa réputation et son honneur.
- Don Raymond de las Cisternas : L'amant d'Agnes. Son histoire d'amour avec elle constitue l'une des intrigues secondaires du roman. Il est aussi connu sous le nom d'Alphonse d'Alvarada.
- Agnes de Medina : Une nonne du couvent des Clarisses, amoureuse de Don Raymond. Elle est emprisonnée par l'abbesse du couvent pour avoir rompu ses vœux religieux. Elle survit à des épreuves atroces avant d'être libérée.

## Thèmes principaux
Le Moine de Matthew Gregory Lewis aborde plusieurs thèmes majeurs qui s'inscrivent dans la tradition du roman gothique tout en poussant certains aspects à leur paroxysme. Le thème central du roman est la corruption morale, incarnée par le personnage d'Ambrosio, un moine respecté qui succombe progressivement à la tentation et au péché. Lewis utilise cette figure pour explorer les dangers de l'hypocrisie religieuse et les conséquences dévastatrices de la répression des désirs naturels. Le roman remet en question l'institution ecclésiastique et ses pratiques, offrant une critique acerbe de la corruption au sein de l'Église.
Le Moine explore de manière audacieuse pour son époque les thèmes de la sexualité et du désir refoulé. Le roman dépeint les conséquences destructrices de la répression sexuelle, notamment à travers le personnage d'Ambrosio, dont les pulsions longtemps réprimées finissent par exploser de manière violente et transgressive. L'élément surnaturel joue un rôle crucial dans Le Moine. Lewis intègre des figures démoniaques, des pratiques magiques et des interventions divines dans son récit. Ces éléments servent non seulement à créer une atmosphère de terreur gothique, mais aussi à explorer les limites entre le rationnel et l'irrationnel, le naturel et le surnaturel.
Le roman aborde de nombreux tabous de la société de l'époque, incluant l'inceste, le viol, le meurtre et le pacte avec le diable. En présentant ces actes transgressifs, Lewis cherche à choquer son lectorat mais aussi à interroger les fondements moraux de la société. La transgression devient un moyen d'explorer les limites de la morale conventionnelle et de remettre en question les normes sociales établies. Le Moine examine les dynamiques de pouvoir, en particulier dans le contexte religieux. Le roman met en lumière comment le pouvoir et l'autorité peuvent être utilisés pour manipuler et exploiter les autres. La chute d'Ambrosio illustre les dangers de l'abus de pouvoir et les conséquences désastreuses qui peuvent en découler.
Lewis explore la complexité de la nature humaine à travers ses personnages, en particulier Ambrosio. Le roman met en évidence la coexistence du bien et du mal au sein d'un même individu, remettant en question les notions simplistes de moralité absolue. Cette exploration de la dualité humaine préfigure des thèmes qui seront développés plus tard dans la littérature gothique et romantique.

## Réception initiale

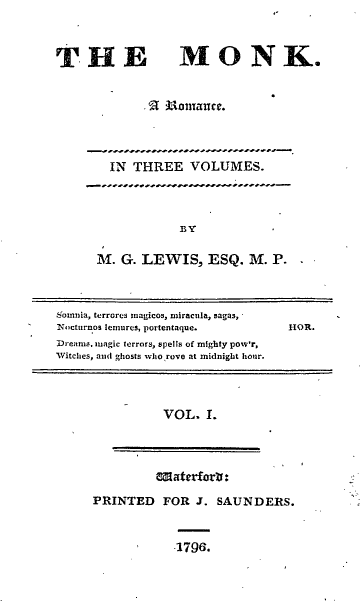
Frontispice de l'édition originale de 1796.

Lors de sa publication en 1796, Le Moine connait un succès immédiat auprès du public britannique. Le roman se vend rapidement, nécessitant une seconde édition dans les mois qui suivent sa sortie. L'œuvre fait sensation, notamment en raison de son contenu scandaleux pour l'époque, mêlant violence, érotisme et surnaturel dans un cadre religieux.
La réception critique est mitigée et polarisée. Certains critiques saluent l'imagination débordante de Lewis et son style captivant. Samuel Taylor Coleridge, dans une critique publiée dans The Critical Review, reconnait le talent de l'auteur tout en déplorant l'immoralité de l'œuvre. D'autres critiques se montrent beaucoup plus sévères, condamnant fermement le roman pour son contenu jugé blasphématoire et licencieux. Thomas James Mathias (en), dans son ouvrage The Pursuits of Literature (1797), va jusqu'à suggérer que Lewis devrait être poursuivi en justice pour avoir publié une œuvre aussi subversive.
La controverse suscitée par Le Moine atteint son paroxysme lorsque le roman attire l'attention des autorités. En réponse aux critiques virulentes et aux accusations d'obscénité, Lewis est contraint de réviser son œuvre pour les éditions ultérieures. Il expurge certains passages jugés trop explicites et atténue les références anticléricales les plus flagrantes. Malgré ces modifications, Le Moine continue à faire l'objet de débats passionnés dans les cercles littéraires et sociaux de l'époque. Le roman devient emblématique des excès du genre gothique et contribue à alimenter les discussions sur les limites de la moralité en littérature.
La publication du roman a des répercussions significatives sur la carrière de Matthew Gregory Lewis. Si le succès commercial du roman le propulse sur le devant de la scène littéraire, la controverse qui l'entoure affecte durablement sa réputation. Il est surnommé le « moine Lewis », un surnom qui le poursuit tout au long de sa vie et qui témoigne de l'impact durable de son œuvre sur l'imaginaire collectif.

## Influences
Le Moine a eu une influence considérable sur la littérature gothique et au-delà. Son impact peut être observé dans divers domaines littéraires et artistiques. Il redéfinit les limites du genre gothique, poussant plus loin l'exploration de thèmes tabous et l'utilisation d'éléments surnaturels. Cette approche influence de nombreux auteurs gothiques ultérieurs, notamment Charles Robert Maturin dans Melmoth ou l'Homme errant (1820) et Mary Shelley dans Frankenstein ou le Prométhée moderne (1818). L'œuvre contribue à établir de nouveaux standards en matière de transgression et d'horreur dans la littérature gothique.
L'influence du roman s'étend au-delà des frontières britanniques, inspirant à son tour l'Allemagne qui l'avait inspiré. Une première traduction paraît en allemand dès 1797 (sous la plume de Friedrich von Oertel). Celle-ci fera forte impression sur des auteurs dont l'écriture jouant sur l'impression de malaise et le fantastique deviendra célèbre, en particulier sur E.T.A. Hoffmann (dans les Contes nocturnes notamment). En France, Le Moine inspire notamment le développement du roman noir. Des auteurs comme le Marquis de Sade dans Justine ou les Malheurs de la vertu (1791) et Jules Janin dans L'Âne mort et la femme guillotinée (1829) reprennent et adaptent certains éléments stylistiques et thématiques du roman de Lewis. Les écrivains romantiques sont également influencés par Le Moine. Lord Byron, Percy Bysshe Shelley et John Keats reconnaissent tous l'impact de l'œuvre de Lewis sur leur propre écriture. L'exploration des passions extrêmes et de la psychologie des personnages dans le roman trouve un écho dans de nombreuses œuvres romantiques. À la fin du XIXe siècle, Le Moine connait un regain d'intérêt parmi les écrivains décadents. Des auteurs comme Joris-Karl Huysmans dans À rebours (1884) et Oscar Wilde dans Le Portrait de Dorian Gray (1890) puisent dans l'esthétique transgressive et la fascination pour le mal présentes dans l'œuvre de Lewis.
L'imagerie puissante et les scènes frappantes du roman inspirent également les artistes visuels. Des peintres comme Johann Heinrich Füssli et Francisco de Goya créent des œuvres qui reflètent l'atmosphère sombre et les thèmes gothiques du roman. Plus tard, des illustrateurs comme Aubrey Beardsley produisent des interprétations visuelles directement inspirées du texte de Lewis. L'influence du roman s'étend jusqu'au cinéma, avec plusieurs adaptations directes et de nombreuses références dans des films gothiques et d'horreur. Des réalisateurs comme Luis Buñuel, qui adapte le roman en 1972, sont attirés par les thèmes provocateurs et l'imagerie puissante de l'œuvre.
Enfin, Le Moine a un impact significatif sur les études littéraires, en particulier dans le domaine de la critique gothique. L'œuvre est devenue un sujet d'étude important pour comprendre l'évolution du genre gothique, les dynamiques de transgression en littérature, et les représentations de la sexualité et du pouvoir dans les textes du XVIIIe siècle.

## Traductions
En France, en 1840, une traduction de Léon de Wailly est donnée au public (lire en ligne) chez H.-L. Dolloye, faisant suite à celle de 1819 parue chez Maradan (avec pour traducteurs Jacques-Marie Deschamps, Jean-Baptiste-Denis  Desprès, Pierre-Vincent Benoist et Pierre-Bernard Lamare). En 1931, Antonin Artaud en publie une traduction très personnelle (Le Moine, de Lewis, raconté par Antonin Artaud) et envisage de l'adapter au cinéma. Cette traduction est mentionnée dans le roman Cosme de Guillaume Meurice, comme ayant eu une grande influence sur le personnage principal du livre.
En 2012, Maurice Lévy propose une version revue, corrigée et annotée de la traduction originale de Léon de Wailly de 1840 aux éditions des Presses universitaires du Mirail. Alain Morvan fit une nouvelle traduction à l'occasion de la parution de l'anthologie Frankenstein et autres romans gothiques dans la bibliothèque de la Pléiade.

## Adaptations

### Cinéma
- 1972 : Le Moine (Der Mönch und die Frauen), film franco-italo-allemand réalisé par Ado Kyrou et coscénarisé par Luis Buñuel et Jean-Claude Carrière, avec Franco Nero dans le rôle d'Ambrosio
- 1990 : The Monk, remake hispano-britannique réalisé par Francisco Lara Polop
- 2011 : Le Moine, film français réalisé par Dominik Moll, avec Vincent Cassel dans le rôle d'Ambrosio
- 2022 sur la plate-forme de jeu en ligne Steam : Immortality, jeu en full motion video dont la première partie est une adaptation du Moine.

### Musique
- 1854 : La Nonne sanglante, opéra de Charles Gounod sur un livret de Eugène Scribe et Casimir Delavigne
- La Nonne sanglante, opéra inachevé d'Hector Berlioz